# Lawe Sumur Sepakat
Lawe Sumur Sepakat is een bestuurslaag in het regentschap Aceh Tenggara van de provincie Atjeh, Indonesië. Lawe Sumur Sepakat telt 341 inwoners (volkstelling 2010).